# Pathfinder (makieta wahadłowca)

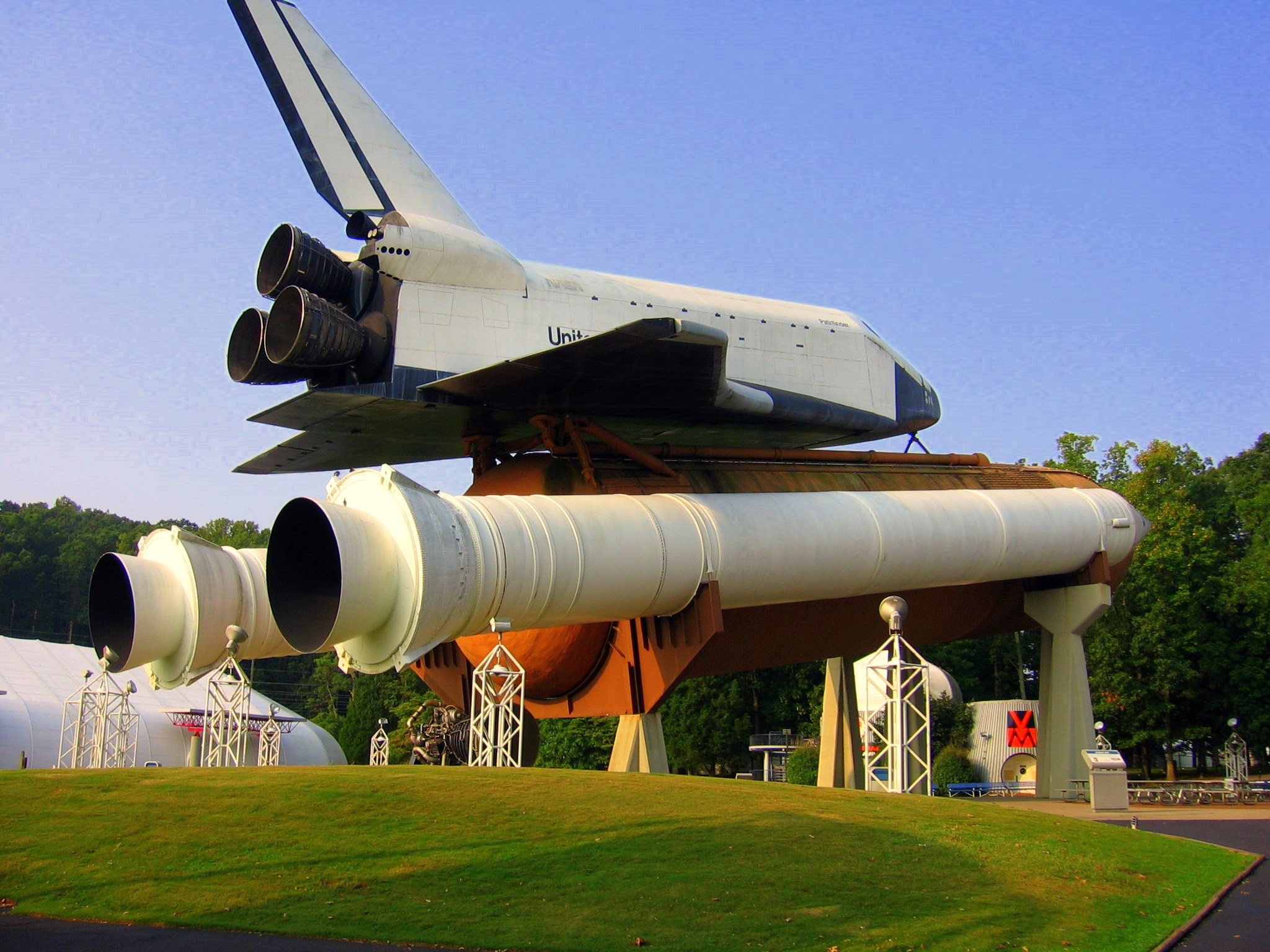
Pathfinder na wystawie w U.S. Space & Rocket Center

Pathfinder – 75-tonowa makieta promu kosmicznego, stworzona w celach ćwiczebnych. Trenowano na niej transport i obsługę wahadłowca. Była to stalowa konstrukcja z wyglądu, wielkości, masy, rozłożenia mas i kształtu przypominająca 
prom kosmiczny systemu STS. Pathfinder został zbudowany w Centrum Lotów Kosmicznych imienia George’a C. Marshalla (MSFC) w roku 1977. 
Do testów w Centrum Lotów Kosmicznych na Florydzie, Pathfinder został dostarczony towarową barką, ze względu na jego rozmiary i masę. Obsługa Orbiter Processing Facility oraz Vehicle Assembly Building użyła go do sprawdzania i ćwiczeń procedur przed- i postartowych. Następnie zwrócono go do MSFC.
Pathfinder tkwił w magazynie przez wiele lat, póki grupa japońskich biznesmenów zaproponowała przeznaczenie 1 000 000 USD na modyfikacje pojazdu, aby jeszcze bardziej przypominał prawdziwy wahadłowiec. Pokazano go na wystawie techniki kosmicznej w Tokio. Po pokazie został zwrócony do MSFC. 
Obecnie Pathfinder jest częścią stałej wystawy w muzeum U.S. Space & Rocket Center w Huntsville w Alabamie.